# Hecale
Hecale, na mitologia grega foi uma velha que se ofereceu para socorrer Teseu em missão de capturar o Touro de Maratona.
No caminho para Maratona para capturar o Touro, Teseu buscou abrigo de uma tempestade na cabana de uma senhora chamada Hecale. Ela jurou que faria um sacrifício para Zeus se Teseu fosse bem-sucedido em capturar o touro. Teseu conseguiu capturar o animal, mas quando ele voltou para a cabana de Hecale, ela já estava morta. Teseu construiu uma demo em sua honra.
Um dos atuais subúrbios no norte de Atenas é chamado por esse nome e esse mito é descrito em toda a vida de Teseu por Plutarco.
Hecale foi celebrada por Calímaco em um curto poema épico que leva o seu nome.